# BMW M60
El BMW M60 es un motor de aspiración natural, de configuración V8 DOHC y fue el primer V8 de BMW en más de 25 años. Fue producido de 1992 a 1996, y reemplazado por el BMW M62.

## Desarrollo
Durante los años 70, BMW produjo un prototipo de motor V8 para la serie 7 E23, pero nunca llegó a producirse.
El desarrollo del M60 se inició en 1984, construyéndose 564 unidades para pruebas durante el desarrollo del programa. El proceso de diseño incorporó CAD (asistencia por computadora) para minimizar dimensiones y peso del motor.

## Diseño
El motor M60 posee dos árboles de levas en cabeza por bancada de cilindros, y cuatro válvulas por cilindro. Los ejes de levas están accionados por una cadena doble con tensor autoajustable. Los botadores de las válvulas son hidráulicos para minimizar el ruido y reducir el mantenimiento. Tanto la inyección como el encendido son controlados por un Sistema Motronic 3.3 provisto por Bosch, con un diseño de ignición de una bobina individual por cilindro, sin distribuidor. Posee además un sensor de detonación.
Para reducir el peso, ambas culatas de cilindro son de aluminio, en tanto que las tapas de válvulas son de magnesio. El múltiple de admisión está enteramente construido en plástico. El M60 fue el primer motor en utilizar el diseño de “bielas fracturadas”, para asegurar un ajuste más preciso. El peso total del motor está entre 175 kg (386 libras) y 203 kg (448 libras).

## Variantes
| Versión | Cilindrada | Potencia                                  | Torque            | Límite rpm | Año  |
| ------- | ---------- | ----------------------------------------- | ----------------- | ---------- | ---- |
| M60B30  | 2997 cc    | 160 kW (218 caballos de vapor) @ 5800 rpm | 290 Nm @ 4500 rpm | 6500       | 1992 |
| M60B40  | 3982 cc    | 210 kW (286 caballos de vapor) @ 5800 rpm | 400 Nm @ 4500 rpm | 6500       | 1992 |

### M60B30
El M60B30 tiene un diámetro de 84 mm (3,31 pulgadas) y una Carrera de 67,6 mm (2,66 pulgadas), para una cilindrada de 2997 cm³. El índice de compresión es 10.5:1, con una potencia máxima de 160 kW (218 caballos de vapor) a 5800 rpm y un torque máximo de 290 Nm a 4500 rpm
Aplicaciones:
- 1992–1995 E34 530i
- 1992–1994 E32 730i
- 1994–1996 E38 730i

### M60B40
El M60B40 tiene un diámetro de 89 mm (3,50 pulgadas) y una Carrera de 80 mm (3,15 pulgadas), para una cilindrada de 3982 cm³. El índice de compresión es 10.0:1, con una potencia máxima de 210 kW (286 caballos de vapor) a 5800 rpm y un torque máximo de 400 Nm a 4500 rpm. Los M60B40 poseen un cigüeñal forjado.
Aplicaciones:
- 1993–1995 E34 540i
- 1992–1994 E32 740i
- 1994–1996 E38 740i
- 1992–1996 E31 840Ci
- 1993–1998 De Tomaso Guarà